# Пасека (Лодзинське воєводство)
Пасека (пол. Pasieka) — село в Польщі, у гміні Жихлін Кутновського повіту Лодзинського воєводства.
Населення — 122 особи (2011).
У 1975-1998 роках село належало до Плоцького воєводства.

## Демографія
Демографічна структура станом на 31 березня 2011 року:
|          | Загалом | Допрацездатний вік | Працездатний вік | Постпрацездатний вік |
| -------- | ------- | ------------------ | ---------------- | -------------------- |
| Чоловіки | 57      | 13                 | 38               | 6                    |
| Жінки    | 65      | 11                 | 37               | 17                   |
| Разом    | 122     | 24                 | 75               | 23                   |